# Kafr Hum
Kafr Hum (tiếng Ả Rập: كفرحوم) là một ngôi làng Syria nằm ở Harem Nahiyah ở huyện Harem, Idlib. Theo Cục Thống kê Trung ương Syria (CBS), Kafr Hum có dân số 1143 trong cuộc điều tra dân số năm 2004.